# José-Claude Mbimbi Mbamba
José-Claude Mbimbi Mbamba (ur. 30 lipca 1962 w Kinszasie) – kongijski duchowny katolicki, biskup diecezjalny Bomy (od 2021).

## Życiorys

### Prezbiterat
Święcenia kapłańskie przyjął 28 sierpnia 1988 i został inkardynowany do diecezji Boma. Był m.in. wicerektorem i rektorem seminarium (część filozoficzna), sekretarzem i kanclerzem kurii, a także wikariuszem biskupim ds. laikatu.

### Episkopat
19 marca 2021 papież Franciszek mianował go biskupem diecezjalnym Bomy. Sakry udzielił mu 27 czerwca 2021 kardynał Fridolin Ambongo.